# Austrolimnophila (Austrolimnophila) birungana
Austrolimnophila (Austrolimnophila) birungana is een tweevleugelige uit de familie steltmuggen (Limoniidae). De soort komt voor in het Afrotropisch gebied.